# ЗиУ-52642
ЗиУ-52642 — российский высокопольный троллейбус большой вместимости для внутригородских пассажирских перевозок, производившийся с 1995 по 1998 год на ЗАО «Тролза» в Энгельсе.

## История
В 1994 году был спроектирован троллейбус, представляющий собой результат глубокой модернизации ЗиУ-682Г. Данная модель получила обозначение ЗиУ-52642. Большая часть электрооборудования была вынесена из-под днища на крышу троллейбуса, вместо реостатно-контакторной системы управления была установлена тиристорно-импульсная система управления (ТИСУ), увеличена мощность двигателя. Как и базовая модель ЗиУ-682Г00 троллейбус оборудован ведущим мостом RABA-718.18 на пневморессорной подвеске, а также импортным водительским креслом. Изменена конструкция вентиляционных потолочных люков. Они стали пластмассовыми вместо штампованных из стального листа и помимо непосредственно вентиляционной функции приобрели ещё и функцию запасного выхода. Внешне, помимо шкафов с электрооборудованием на крыше, троллейбус отличался от обычных ЗиУ-682Г новыми поворотными-сдвижными дверьми, тонированным остеклением кузова, форточками в каждом окне салона. В пассажирском салоне были установлены раздельные сиденья с подлокотниками оригинальной конструкции. Данный троллейбус даже победил в тендере на поставку подвижного состава в ряд российских городов с помощью кредита Международного банка реконструкции и развития, проведенный в 1997 году, что давало шансы на выпуск партии более чем из ста машин. Однако по ряду причин проект был сорван.

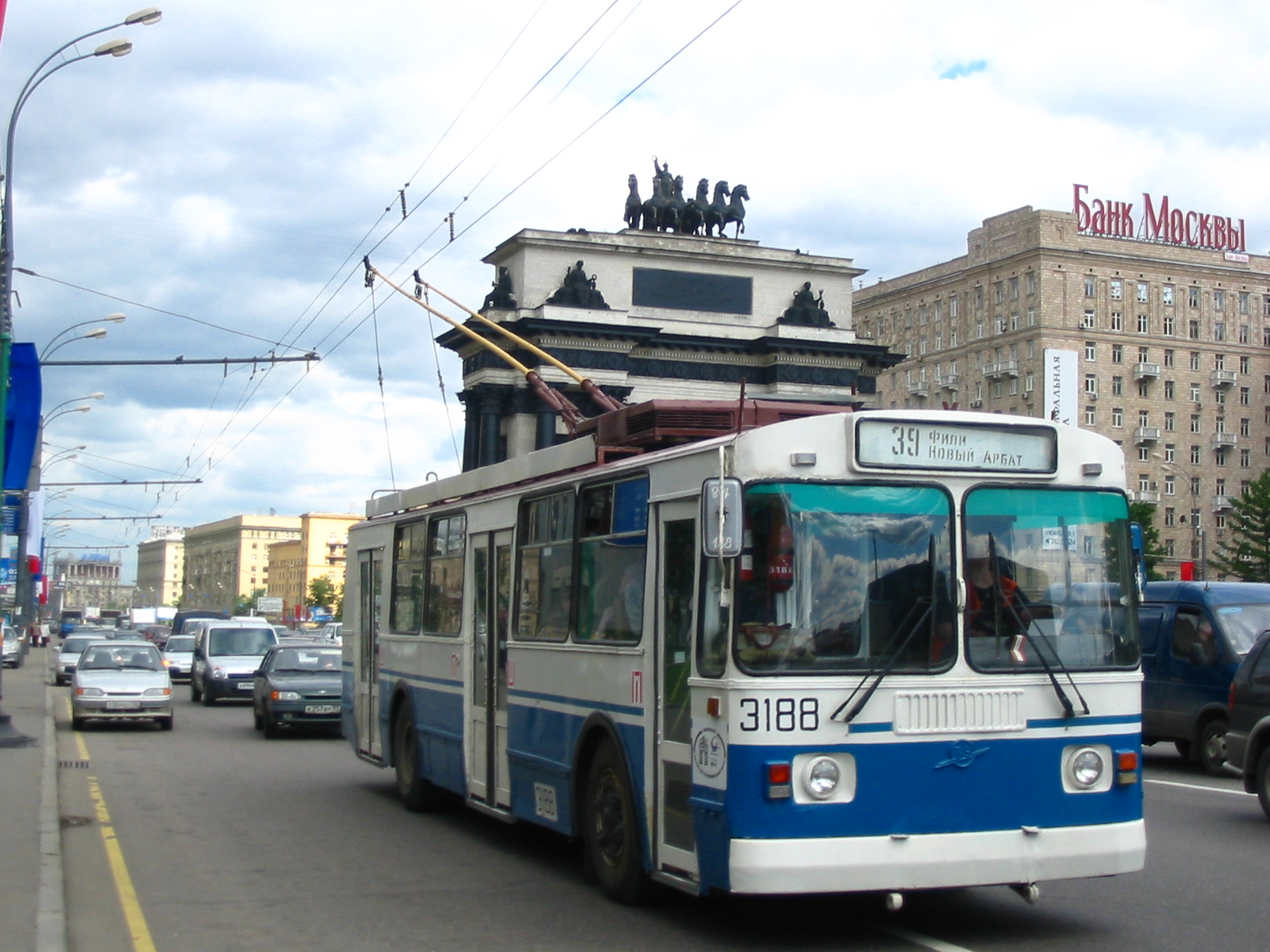
Троллейбус 3188 в Москве (2004)

С 1995 по 1998 год было выпущено 16 троллейбусов. В 1999 году в одном экземпляре выпущена модификация ЗиУ-52642-20, отличающаяся наличием двух приводов гидроусилителя руля.
В 2012 году были списаны оставшиеся троллейбусы этой модели в Улан-Баторе. По состоянию на июнь 2024 года единственный оригинальный ЗиУ-52642 остался в городе Новосибирск (3286), ещё один кузов с электрооборудованием от обычных ЗиУ-682Г работает в Саратове в качестве учебной машины.